# João Suplicy
João Smith de Vasconcellos Suplicy (São Paulo, 14 de junho de 1974) é um cantor e compositor brasileiro. Trafega por vários estilos musicais e mistura elementos de gêneros como rock, samba, baião e blues em sua própria música. Seu principal instrumento é o violão, com o qual criou um estilo bem peculiar de tocar, mas também toca guitarra, baixo e piano. Após quase oito anos na banda Brothers of Brazil, que formou com seu irmão Supla, retomou recentemente sua carreira solo e lançou o álbum João, bastante elogiado pela crítica especializada. 

## Primeiros anos
Filho mais novo do senador Eduardo Suplicy e da política e psicóloga Marta Suplicy, é irmão do também cantor Supla. Começou a se interessar por música ainda bem criança, por influência dos irmãos mais velhos, que ouviam principalmente Beatles. Começou a tocar violão por volta dos onze anos e com dezessete foi estudar música no Musicians Institute, em Los Angeles. Ao retornar ao Brasil, chegou a morar tanto no Rio de Janeiro como em São Paulo, onde reside atualmente.  

## Vida pessoal
João e a apresentadora e atriz Maria Paula Fidalgo foram casados de 2003 até 2010 e tiveram dois filhos: Maria Luísa, nascida em junho de 2004 e Felipe, nascido em junho de 2008, também uma filha chamada Laura, fruto de um relacionamento anterior ao da Maria Paula.

## Carreira musical
Após tocar muito em bares e em algumas bandas, além de trabalhar fazendo Jingles e dando aulas de música, João Suplicy lançou seu primeiro CD, Musiqueiro, em 1998, produzido por Bid. Seu segundo álbum autoral Cafezinho, veio em 2002 e trazia muitas músicas feitas em parceria com João Pellegrino, além de ter a participação de Toquinho na faixa Quando a noite vai chegando. Em 2005 lançou Caseiro, que reflete bastante o momento “família” do autor, com canções feitas para mulher e filhos e que conta com a participação de Jorge Mautner na última faixa do álbum, que leva o mesmo nome deste. 
Em 2006, em parceria com o produtor Roberto Menescal regravou sucessos de Elvis Presley em versões Bossanovísticas no álbum Love me tender, quando saiu em outros países com outros nomes como Elvis’n bossa. O show tinha a direção de Carlos Miele. Por volta dessa época, João também escreveu cerca de 20 crônicas publicadas pelo jornal Correio Braziliense. 
Já em 2008 iniciou uma frutífera parceria com seu irmão Supla, formando a banda Brothers of Brazil. Juntos lançaram três álbuns e um compacto, fizeram centenas de shows no Brasil e exterior, incluindo festivais como Rock in Rio (Lisboa e Rio), Warped Tour (EUA), Lollapalooza (SP) e Terra (SP), participaram de turnês junto com as bandas Flogging Molly, Adam Ant e Aggrolites, e tiveram dois programas de televisão. Entre 2008 e 2010 apresentaram o programa Brothers na RedeTV! e no ano de 2012 o programa Brothers na Gringa, na Mix TV.
O primeiro CD da banda foi Punkanova (2009), produzido por Mario Caldato e que foi relançado pelo selo americano SIDEONEDUMMY em 2011 com apenas o nome da banda e um novo encarte. O selo foi quem mais abriu as portas para os shows e turnês da banda na América do Norte e a música “let’s take the money and run away to Brazil” foi trilha da novela Balacobaco, da Rede Globo, em 2012. lançaram o álbum On My Way, produzido por APOLO 9 e que teve a música título na lista das melhores músicas do ano da revista Rolling Stone. A mesma canção também foi trilha da novela Tempo de Amar, da Record. O compacto em vinil Come on Over e que traz também a faixa Pelé foi lançado em 2013.  
O CD Melodies from Hell (2014), considerado por muitos como o melhor da banda, foi gravado em Nashville pelos produtores Jon Tiven e Jimmy Walls. 
Paralelamente à banda, em 2015 João fez um projeto rockabilly com os Hound Dogs e em 2016 resolveu  se dedicar novamente à carreira solo para qual já tinha acumulado mais de 80 composições inéditas.
Nesta época começou a fazer o programa VIOLÃO AO VIVO DO QUARTO todas às segundas na sua página do Facebook. Neste, faz um número musical com seus convidados. Participaram nomes tais como Criolo, Chico César, Evandro Mesquita, Tiê, Ana Vilela, Nasi, Mariana Aydar, Derico, entre outros. 
Em julho de 2017, João Suplicy lançou o álbum João, onde toca maior parte dos instrumentos. Zeca Baleiro participou da gravação da música e videoclipe de Um Abraço e Um Olhar, enquanto Marina de La Riva divide os versos de Dicionário do Amor, que fez parte da trilha sonora da novela Carinha de Anjo, do SBT.
Em novembro de 2021, lança o EP Samblues, dedicado ao samba ao blues.

## Discografia

#### Álbuns de estúdio solo
- Musiqueiro (1999)
- Cafezinho (2002)
- Caseiro (2005)
- Love Me Tender (2006)
- João (2017)

#### Álbuns da Brothers of Brazil
- Punkanova (2009)
- Brothers of Brazil (2011)
- On My Way (2012)
- Melodies from Hell (2014)

## Ancestralidade
|  |                                                                                          |  |  |  |  |  |  |  |  |  |  |  |  |  |  |  |
|  | 8. Luiz Suplicy (1864-1939)                                                              |  |  |  |  |  |  |  |  |  |  |  |  |  |  |  |
|  |                                                                                          |  |  |  |  |  |  |  |  |  |  |  |  |  |  |  |
|  |                                                                                          |  |  |  |  |  |  |  |  |  |  |  |  |  |  |  |
|  | 4. Paulo Cochrane Suplicy (1896-1977)                                                    |  |  |  |  |  |  |  |  |  |  |  |  |  |  |  |
|  |                                                                                          |  |  |  |  |  |  |  |  |  |  |  |  |  |  |  |
|  |                                                                                          |  |  |  |  |  |  |  |  |  |  |  |  |  |  |  |
|  | 9. Helena Augusta Barbosa Cochrane (da Gama Cochrane), (1865-1931)                       |  |  |  |  |  |  |  |  |  |  |  |  |  |  |  |
|  |                                                                                          |  |  |  |  |  |  |  |  |  |  |  |  |  |  |  |
|  |                                                                                          |  |  |  |  |  |  |  |  |  |  |  |  |  |  |  |
|  | 2. Eduardo Matarazzo Suplicy, GOMM                                                       |  |  |  |  |  |  |  |  |  |  |  |  |  |  |  |
|  |                                                                                          |  |  |  |  |  |  |  |  |  |  |  |  |  |  |  |
|  |                                                                                          |  |  |  |  |  |  |  |  |  |  |  |  |  |  |  |
|  | 10. Conde Andrea Matarazzo (1881-1958), filho de Francesco Matarazzo, Conde de Matarazzo |  |  |  |  |  |  |  |  |  |  |  |  |  |  |  |
|  |                                                                                          |  |  |  |  |  |  |  |  |  |  |  |  |  |  |  |
|  |                                                                                          |  |  |  |  |  |  |  |  |  |  |  |  |  |  |  |
|  | 5. Filomena Matarazzo (1908-2013)                                                        |  |  |  |  |  |  |  |  |  |  |  |  |  |  |  |
|  |                                                                                          |  |  |  |  |  |  |  |  |  |  |  |  |  |  |  |
|  |                                                                                          |  |  |  |  |  |  |  |  |  |  |  |  |  |  |  |
|  | 11. Amália Cintra Ferreira (1885-1958)                                                   |  |  |  |  |  |  |  |  |  |  |  |  |  |  |  |
|  |                                                                                          |  |  |  |  |  |  |  |  |  |  |  |  |  |  |  |
|  |                                                                                          |  |  |  |  |  |  |  |  |  |  |  |  |  |  |  |
|  | 1. João Smith de Vasconcellos Suplicy                                                    |  |  |  |  |  |  |  |  |  |  |  |  |  |  |  |
|  |                                                                                          |  |  |  |  |  |  |  |  |  |  |  |  |  |  |  |
|  |                                                                                          |  |  |  |  |  |  |  |  |  |  |  |  |  |  |  |
|  | 12. Jaime Smith de Vasconcelos, terceiro barão de Vasconcelos                            |  |  |  |  |  |  |  |  |  |  |  |  |  |  |  |
|  |                                                                                          |  |  |  |  |  |  |  |  |  |  |  |  |  |  |  |
|  |                                                                                          |  |  |  |  |  |  |  |  |  |  |  |  |  |  |  |
|  | 6. Luís Affonso Smith de Vasconcellos (1917-2005)                                        |  |  |  |  |  |  |  |  |  |  |  |  |  |  |  |
|  |                                                                                          |  |  |  |  |  |  |  |  |  |  |  |  |  |  |  |
|  |                                                                                          |  |  |  |  |  |  |  |  |  |  |  |  |  |  |  |
|  | 13. Ana Teresa Siciliano, filha de Alessandro Vincenzo Siciliano, 1º Conde Siciliano     |  |  |  |  |  |  |  |  |  |  |  |  |  |  |  |
|  |                                                                                          |  |  |  |  |  |  |  |  |  |  |  |  |  |  |  |
|  |                                                                                          |  |  |  |  |  |  |  |  |  |  |  |  |  |  |  |
|  | 3. Marta Teresa Smith de Vasconcellos                                                    |  |  |  |  |  |  |  |  |  |  |  |  |  |  |  |
|  |                                                                                          |  |  |  |  |  |  |  |  |  |  |  |  |  |  |  |
|  |                                                                                          |  |  |  |  |  |  |  |  |  |  |  |  |  |  |  |
|  | 14. ?                                                                                    |  |  |  |  |  |  |  |  |  |  |  |  |  |  |  |
|  |                                                                                          |  |  |  |  |  |  |  |  |  |  |  |  |  |  |  |
|  |                                                                                          |  |  |  |  |  |  |  |  |  |  |  |  |  |  |  |
|  | 7. Noêmia Fraccalanza Smith de Vasconcellos                                              |  |  |  |  |  |  |  |  |  |  |  |  |  |  |  |
|  |                                                                                          |  |  |  |  |  |  |  |  |  |  |  |  |  |  |  |
|  |                                                                                          |  |  |  |  |  |  |  |  |  |  |  |  |  |  |  |
|  | 15. ?                                                                                    |  |  |  |  |  |  |  |  |  |  |  |  |  |  |  |
|  |                                                                                          |  |  |  |  |  |  |  |  |  |  |  |  |  |  |  |
|  |                                                                                          |  |  |  |  |  |  |  |  |  |  |  |  |  |  |  |